# Autovía del Mediterráneo

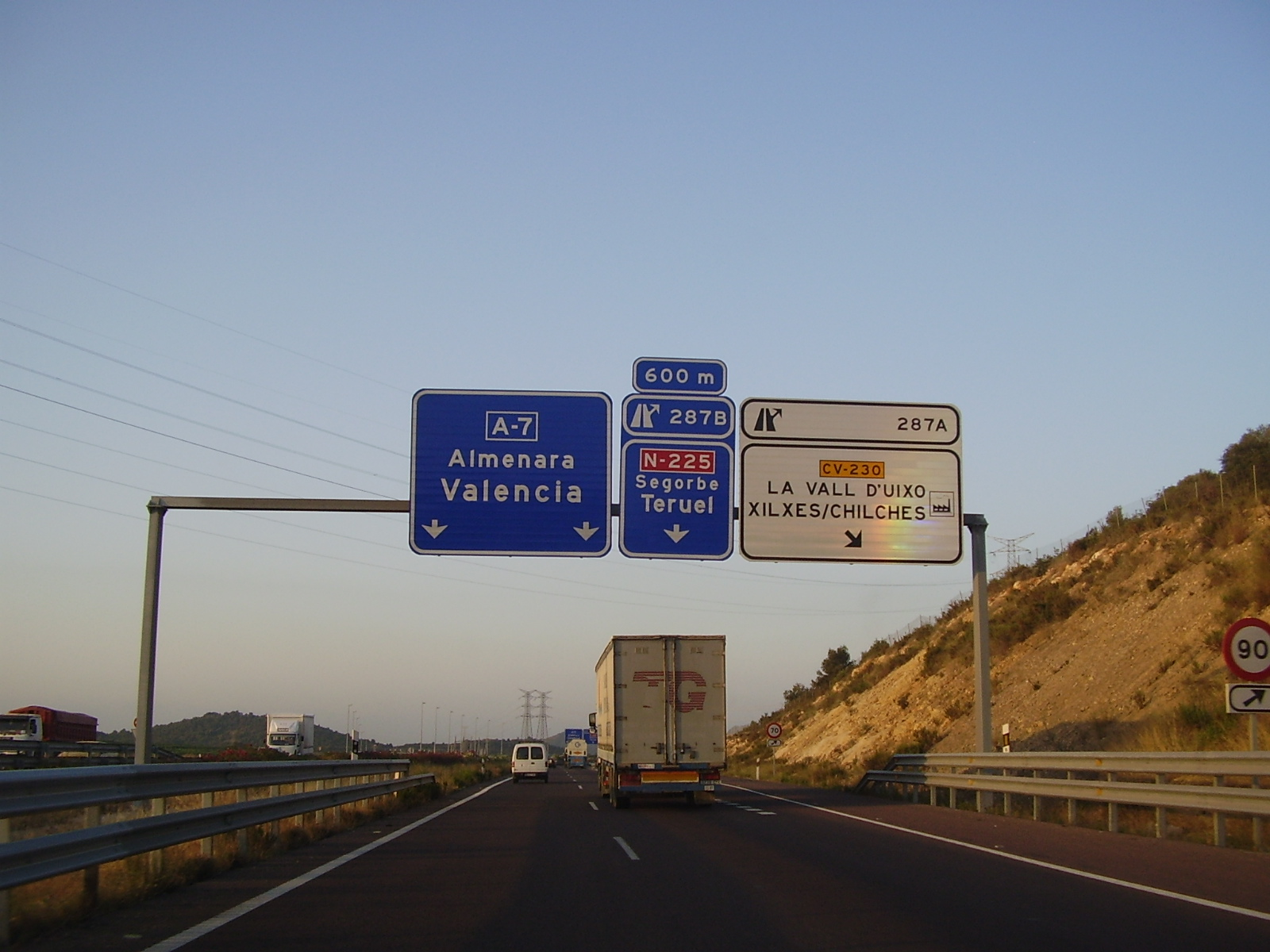
A via rápida A-7 próximo de Chilches, em Castellón

A Via rápida do Mediterrâneo (Autovía del Mediterráneo) ou A-7 é uma via rápida espanhola pertencente à Rede de Estrada do Estado que inicia em Algeciras e finaliza em El Pertús. Na nomenclatura da Rede de Estradas Europeias é um troço espanhol da E-15. É a maior autoestrada de Espanha, contando com mais de 1000km, à frente da A-66.

## Historia
A A-7 é a nomenclatura que recebe a estrada N-340 convertida em via rápida. A N-340 inicia o seu trajecto em Cádiz e finaliza em Barcelona. Sem problemas, a A-7 inicia o seu trajecto em Algeciras e finaliza em El Pertús, na frenteira franco-espanhola. Portanto, existe um troço em que a N-340 não terá sido renomeada como A-7 mas sim como A-48, se trata do troço entre Algeciras e Cádiz.